# إليزابيث إنغر
إليزابيث إنغر (بالنرويجية البوكمول: Elisabeth Enger)‏ هي موظفة مدنية نرويجية، ولدت في 1 يوليو 1958.